# Camponotus ustus
Camponotus ustus är en myrart som beskrevs av Auguste-Henri Forel 1879. Camponotus ustus ingår i släktet hästmyror, och familjen myror.

## Underarter
Arten delas in i följande underarter:
- C. u. arhuacus
- C. u. depolitus
- C. u. furnissi
- C. u. sublautus
- C. u. ulysses
- C. u. ustus